# María Luisa Suárez Roldán
María Luisa Suárez Roldán (Madrid, 9 de septiembre de 1920 - ídem, 4 de enero de 2019) fue una abogada española de ideología comunista y fundadora en España de los despachos laboralistas.

## Biografía
María Luisa Suárez Roldán nació en la calle Cardenal Cisneros de Madrid, en el seno de una familia de clase media de convicciones republicanas. Realizó su formación en la Institución Libre de Enseñanza, aunque la guerra civil interrumpió sus estudios. Posteriormente, en 1941 pudo matricularse en Derecho en la Universidad Complutense, siendo la única mujer en ese curso. Finalizó la carrera en 1944 siendo una de las primeras tres mujeres en licenciarse en esa facultad tras la guerra.
En 1947 contrajo matrimonio religioso, el único posible en la época, con Fernando Ontañón Sarda, al que había conocido en la ILE (Institución Libre de Enseñanza). Fernando Ontañón murió en el 2008, y a él, al «amor de su vida», dedicó en 2011 su libro de memorias Recuerdos, nostalgias y realidades.
Su última obra, Ensayo sobre el feminismo, fue presentada -todavía inédita y con la ausencia de Suárez Roldán que contaba entonces 93 años- por el abogado laboralista Juan José del Águila en la Asociación Valle-Inclán. En este libro, la autora hace un análisis y recorrido del feminismo desde sus orígenes en el siglo XIX, con las luchas para conseguir el derecho a la educación, cultura y el derecho al voto y a ser votada de las mujeres. Llega hasta la actualidad mencionando que queda mucho por hacer para conseguir la igualdad en muchos ámbitos y plantea algunas soluciones para lograrlo.
Murió en Madrid a la edad de noventa y ocho años, conservando su lucidez hasta el último momento, siendo asistida en sus últimos años por sus compañeras de la asociación de vecinos Valle Inclán, del barrio de Prosperidad, a la que había pertenecido.
Tenía una hija adoptiva, que aparece referida en su biografía como Taqui o Taki y que participó en el homenaje que la Junta Municipal de Chamartín le dedicó el 14 de mayo de 2019.

## Trayectoria
En 1947 se incorporó al Colegio de Abogados de Madrid, siendo una de las pioneras junto a Ascensión Chirivella –admitida en la facultad en 1922–, pues en aquellos años no era fácil para las mujeres incorporarse a la vida profesional y menos en el ámbito jurídico. Entró como pasante en el despacho del entonces decano del Colegio, Manuel Escobedo, pero su colaboración terminó en 1955, a raíz de que Francisco Franco fue nombrado decano de honor.
A partir de 1956, participó activamente en la vida colegial, en el recién creado grupo de abogados jóvenes en el que se integraban profesionales de diversas ideologías y partidos, figurando y siendo ya conocida en ese ámbito como miembro de la célula del Partido Comunista de España (PCE), donde había ingresado en 1954.
A finales de los años 50 y principios de los 60 comenzó su carrera en la defensa de presos políticos, con frecuentes visitas a las cárceles, especialmente a la de Burgos. Vicente Cazcarra, condenado en 1961 a diecisiete años de prisión en un consejo de guerra, dijo de ella que "En aquellos años de silencio, soledad y muerte, celdas y cerrojos, guardianes y rejas, fuiste mensajera de luz para los presos, corazón al unísono, mano solidaria, voz de nuestra voz, grito de nuestra garganta, aliento y alegría, eslabón con la vida, canto de esperanza, CANTO DE ESPERANZA".
Colaboró con Alejandro Rebollo, abogado jurídico-militar, en la defensa de Julián Grimau, pero al ser un tribunal militar no pudo ejercer en él como abogada.
A finales de 1965, por iniciativa de Francisco Romero Marín, máximo responsable del PCE en España y con el apoyo de Marcelino Camacho y otros dirigentes sindicales, se abrió el primer despacho laboralista de la calle de la Cruz, n.º 16. Suárez Roldán participó en él desde el principio. Junto a ella se encontraban Antonio Montesinos, José Jiménez de Parga y Pepe Esteban. A raíz de este se abrieron otros despachos colectivos que tuvieron una importancia decisiva en la lucha por la democracia y las libertades en el último tercio de la dictadura franquista.
Suárez Roldán participó en los congresos de la abogacía de Valencia en 1954, donde por primera vez se solicitó del gobierno la unidad de jurisdicciones, con la supresión de la militar, que entonces enjuiciaba los delitos políticos. Años más tarde, en el congreso de León de 1970, se logró por una amplia mayoría la aprobación de la petición de amnistía y una regulación de la situación de los presos políticos.
Desde la creación de la Jurisdicción Especial de Orden Público, a finales de 1963, hasta su definitiva desaparición en enero de 1977, Suárez Roldán tuvo una participación muy activa como defensora en el Tribunal de Orden Público, figurando con ciento cuarenta y siete procesados, la mayoría de ellos trabajadores y estudiantes de Madrid. Igualmente fue intensa su labor profesional ante la Magistratura de Trabajo. Tras la legalización de CC.OO. continuó con su trabajo como asesora jurídica realizando su función en Madrid y Ávila hasta 1982. 
Su archivo profesional fue objeto de catalogación y publicación por la Fundación 1.º de Mayo de CC.OO., formando parte de la guía de fuentes para la historia de la guerra civil.

## Reconocimientos

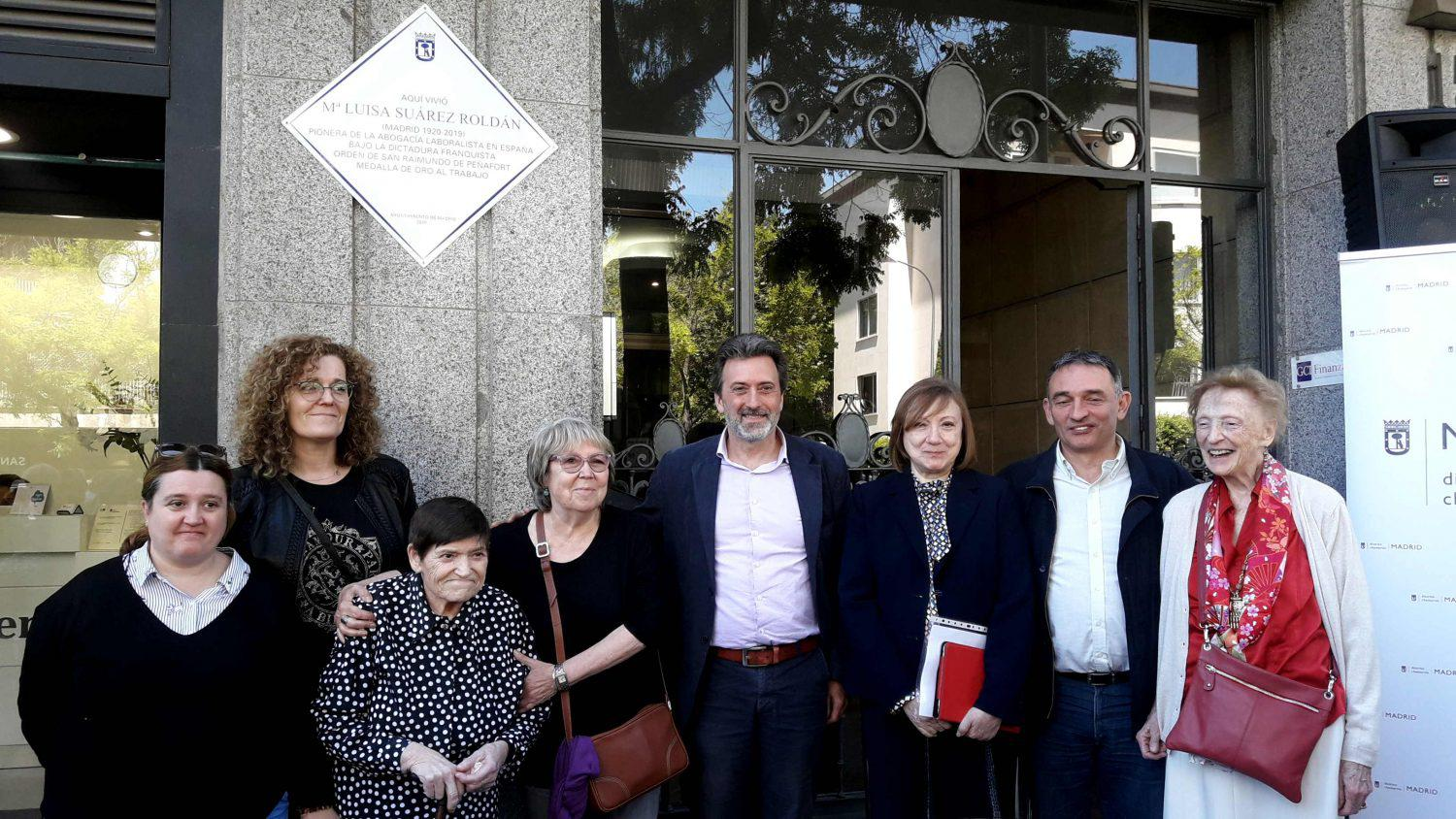
Chamartín recuerda con una placa a la abogada María Luisa Suárez Roldán

Suárez Roldán recibió diversos reconocimientos a lo largo de su vida y tras su fallecimiento.
- 1985ː Orden de San Raimundo de Peñafort.
- 1986ː Medalla Oro del Trabajo.
- 2005ː Premio Fundación Abogados de Atocha, por su labor frente al despacho de la calle de la Cruz, primer despacho laboralista de España.
- 2006ː Distinción Irene Falcón concedida por la Secretaría de la Mujer de Izquierda Unida Comunidad de Madrid.
- 2019ː Reconocimiento por el Ayuntamiento de Madrid con una placa en el edificio donde vivió.[6]